# 米納斯吉拉斯州立大學
米納斯吉拉斯州立大學(Universidade do Estado de Minas Gerais，簡稱UEMG)，是巴西的一所公立大學，於1989年成立，位於米納斯吉拉斯。

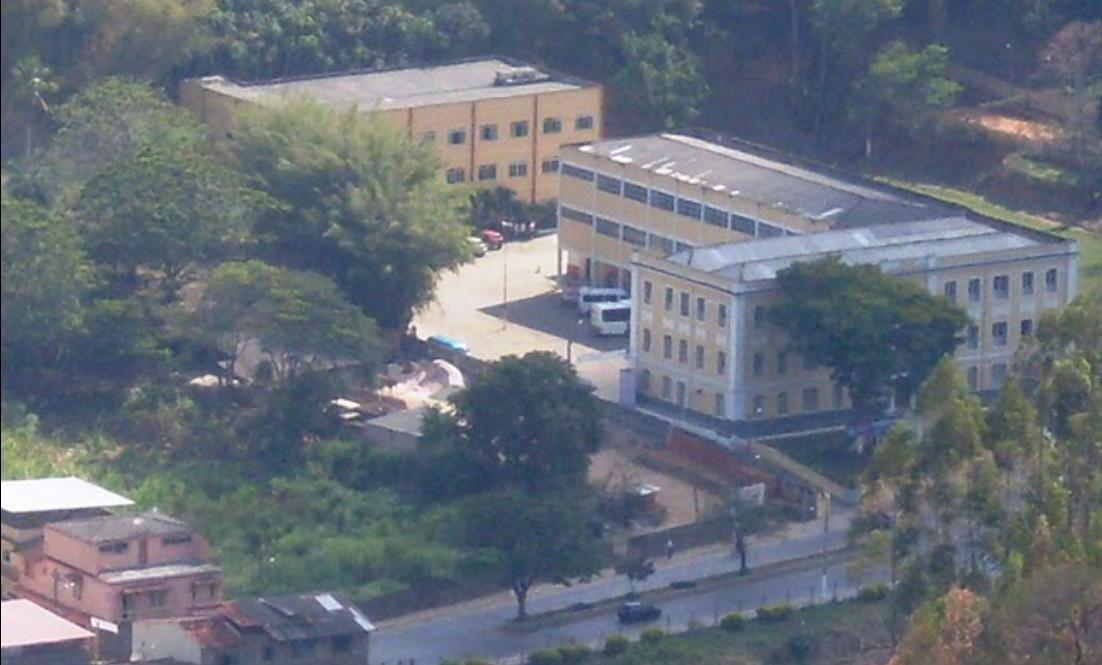
UEMG - Campus Carangola